# 东义紫堇
东义紫堇（学名：Corydalis adoxifolia）为罂粟科紫堇属下的一个种。

## 扩展阅读
- 維基物種上的相關：东义紫堇